# Niemyski (herb baronowski)
Niemyski Baron – polski herb baronowski, odmiana herbu Jastrzębiec, albo Białynia, nadany wraz z tytułem w Galicji.

## Opis herbu
Opis stworzony zgodnie z klasycznymi zasadami blazonowania:
W polu błękitnym podkowa srebrna na opak, w środku niej krzyż kawalerski złoty, nad krzyżem zaś strzała brązowa z grotem srebrnym i opierzeniem czerwonym. Nad tarczą korona baronowska opleciona sznurem pereł, nad którą hełm w koronie, z której klejnot: pięć piór strusich kolejno srebrne błękitne, złote, błękitne i srebrne.

## Najwcześniejsze wzmianki
Nadany z tytułem baronowskim (wohlgeboren, freiherr von) 8 marca 1783 Maciejowi in Niemyie Niemyskiemu. Podstawą nadania tytułu był patent szlachecki z 1775, legitymacja szlachectwa, oraz pełnienie urzędu ziemskiego. W projekcie herbu załączonym do podania, herb został nazwany Białynia. Jednocześnie w wymianie korespondencji dotyczącej nadania pojawia się stwierdzenie, że rodzina wywodzi się od Jastrzębczyków. 
Również Juliusz Karol Ostrowski, opisując herb własny Niemyski (będący merytorycznie identyczny z opisywanym tutaj, nie licząc korony baronowskiej), podaje że jest to odmiana Białyni albo Jastrzębca. Niemyskim opisywanym tutaj przysługiwał wedle ostrowskiego prawdopodobnie herb Niemyski lub Niemyski II.

## Herbowni
Jedna rodzina herbownych:
freiherr von Niemyie Niemyski.